# Sophora raivavaeensis
Sophora raivavaeensis är en ärtväxtart som beskrevs av Harold St.John. Sophora raivavaeensis ingår i släktet soforor, och familjen ärtväxter. Inga underarter finns listade i Catalogue of Life.